# Francis Hopkinson
Francis Hopkinson (Filadelfia, 21 de septiembre de 1737-ibíd., 9 de mayo de 1791) fue un político estadounidense y uno de los firmantes de la Declaración de Independencia de los Estados Unidos como delegado de Nueva Jersey. Luego se desempeñó como juez federal en Pensilvania. Se le atribuye el diseño de la primera bandera de ese país.

## Biografía
Nació en Filadelfia en 1737, hijo de Thomas Hopkinson y Mary Johnson. Se convirtió en miembro de la primera clase en el Colegio de Filadelfia (Ahora Universidad de Pensilvania) en 1751 y se graduó en 1757, recibió su título de maestría en 1760, y un doctorado en Derecho (honorario) en 1790. Fue secretario de un Consejo Provincial de Pensilvania comisión india en 1761 que hizo un tratado entre Delaware y varias tribus iroquesas. En 1763, fue nombrado recaudador de aduanas de Salem, Nueva Jersey. Hopkinson pasó desde mayo de 1766 a agosto de 1767 en Inglaterra con la esperanza de convertirse en comisario de aduanas para América del Norte. Aunque sin éxito, pasó tiempo con el futuro primer ministro Lord North, de Hopkinson primo James Johnson, Obispo de Worcester, y el pintor Benjamin West.
Después de su regreso, Francis Hopkinson operaba un negocio de productos secos en Filadelfia y se casó con Ann Borden el 1 de septiembre de 1768, fruto de ese matrimonio nacieron cinco hijos.

### Vida pública
Hopkinson obtuvo un nombramiento público como un recaudador de aduanas de New Castle, Delaware el 1 de mayo de 1772. Se trasladó a Bordentown, Nueva Jersey en 1774, se convirtió en miembro del Consejo Provincial de Nueva Jersey, y fue admitido a la barra de Nueva Jersey el 8 de mayo de 1775. Fue nombrado a la Comisión de Marina del Congreso en ese año. Partió el Congreso el 30 de noviembre de 1776 hasta servir en la Junta Marina en Filadelfia. La Junta informó al Comité de Marina. Hopkinson más tarde fue nombrado presidente de la Junta de la marina de guerra. Como parte del gobierno de la nación en ciernes, fue tesorero de la Oficina de Préstamos Continental en 1778; nombrado juez de la Corte del Almirantazgo de Pensilvania en 1779 y reelegido en 1780 y 1787. Ayudó a ratificar la Constitución durante la convención constitucional en 1787.
El 24 de septiembre de 1789, el presidente George Washington nominó a Hopkinson para el nuevo cargo de magistrado de la Corte de Distrito de Estados Unidos para el Distrito Este de Pensilvania. Fue confirmado por el Senado de Estados Unidos, y recibió su comisión el 26 de septiembre de 1789.
Solo unos pocos años después de su servicio como juez federal, Hopkinson murió en Filadelfia a la edad de 53 de un ataque de apoplejía súbita. Fue enterrado en la iglesia de Cristo Burial Ground en Filadelfia. Fue el padre de Joseph Hopkinson, que fue miembro de la cámara de Estados Unidos de representantes y también se convirtió en un juez federal.

### Declaración de Independencia
Renunció a su posición de la corona de oficio en 1776 y, el 22 de junio, pasó a representar a Nueva Jersey en el Segundo Congreso Continental, donde firmó la Declaración de Independencia. Hopkinson representó a Nueva Jersey en el Congreso Continental en 1776, y fue uno de los 56 hombres que firmaron la Declaración de Independencia. Durante la Guerra de Independencia, sirvió en la Junta Naval de Filadelfia, como tesorero de la Oficina de Préstamos Continental y como juez de la Corte del Almirantazgo de Pensilvania. Hopkinson también demostró su apoyo a la independencia con canciones como "La batalla de los barriles", una balada guerra revolucionaria popular que se burlaba de la reacción británica pánico cuando se lanzaban barriles de pólvora llenos que flotaban en el agua desde sus barcos en el río Delaware.
Después de haber ganado la lucha por la independencia, una Convención Constituyente se celebró en 1787 con el fin de crear un documento de gobierno más fuerte para el nuevo país. Algunos se opusieron a un gobierno central más poderoso, pero Hopkinson apoyaron activamente la nueva Constitución y argumentó a favor de la de su ratificación. También escribió "El nuevo techo", una alegoría que detalla por qué un nuevo gobierno (techo) era necesaria para proteger a sus ciudadanos. Al final, se aprobó la nueva Constitución.

### Bandera de los Estados Unidos

Posible representación de la bandera que habría propuesto Hopkinson con estrellas de 6 puntas.

El sábado 14 de junio de 1777, el Congreso aprobó las barras y estrellas como la primera bandera nacional oficial de los Estados Unidos. La resolución que creó la bandera vino de la Comisión de Marina Continental. Hopkinson se convirtió en miembro del comité en 1776. En el momento de la adopción de la bandera, él era el presidente de la Junta Naval, que estaba a cargo del Comité de Marina. Hoy en día, sería conocido como el secretario de la Marina. Hopkinson es reconocido como el diseñador de la bandera de los Estados Unidos, y las revistas del Congreso Continental dan soporte de ello.
Aunque la evidencia muestra que Hopkinson trabajó en el diseño de la bandera de Estados Unidos, el Congreso rechazó su solicitud de "cuarto tonel de vino pública" como pago de su creación. No hay una respuesta definitiva acerca de quién fue el responsable de la colocación y el estilo de las estrellas de la bandera, pero otros trabajos de diseño de Hopkinson, que incluye contribuir al diseño del Gran Sello de los Estados Unidos, le da credibilidad a su oferta para el crédito.
La leyenda de Betsy Ross como la diseñadora de la primera bandera entró en la conciencia de Estados Unidos en la época de las celebraciones del centenario (1876), debido a los esfuerzos de su nieto, William Canby.

### Gran Sello de los Estados Unidos
Francis Hopkinson prestó asistencia a la segunda comisión que diseñó el Gran Sello de los Estados Unidos. El sello de hoy, las 13 estrellas (constelación) que representan a los 13 estados originales tienen cinco puntas. El sello anterior, esto es, el de Hopkinson tenía unas estrellas más grandes y con seis puntas. La constelación que comprende 13 estrellas más pequeñas simboliza el lema nacional, "E pluribus unum". Originalmente, el diseño tenía estrellas individuales con seis puntos, pero esto se cambió en 1841, cuando se lanzó una nueva matriz. Este sello es el que se encuentra impreso en el reverso del billete de un dólar de los Estados Unidos . El sello, diseñado por William Barton contiene una pirámide inacabada con una mirada radiante, una imagen utilizada por Hopkinson cuando diseñó el territorio continental de 50 dólares de divisas.

## Aportes culturales
Hopkinson fue un escritor aficionado y compositor en un momento en Filadelfia y las colonias no eran bien conocidos por las artes. Escribió aires populares y sátiras políticas (Jeux d'esprit ) en forma de poemas y folletos. Algunos fueron ampliamente difundidas, y poderosamente asistido despertar y fomentar el espíritu de independencia política que emitió en la Revolución de las Trece Colonias.
Sus principales escritos son "A Pretty Story" (1774), una sátira sobre el rey Jorge, "La profecía" (1776), y "El catecismo político" (1777). Otros ensayos notables son "Método tipográfico de la realización de una pelea", "Ensayo sobre lavado blanco", y "Aprendizaje Moderno". Muchos de sus escritos se pueden encontrar en diversos ensayos y escritos ocasionales, publicado en Filadelfia en tres volúmenes en 1792.
Hopkinson era un músico aficionado de renombre. Comenzó a tocar el clavicordio a los diecisiete años y, durante la década de 1750, arias copiados a mano, canciones y piezas instrumentales de muchos compositores europeos. Se le acredita como el primer compositor estadounidense nacido a cometer una composición de papel con su composición 1759 "Mis días han sido tan maravillosa gratuito." Por la década de 1760 que era lo suficientemente bueno en el clavicordio a tocar con músicos profesionales en conciertos. Algunas de sus canciones más notables incluyen "El Tratado", " La batalla de los barriles ", y" El nuevo techo, una canción de Mecánica federales ". También tocaba el órgano en Filadelfia Iglesia de Cristo y compuso o editado una serie de himnos y salmos, incluyendo: "Una colección de Salmos Tunes con algunos himnos y Himnos Algunos de ellos totalmente nuevos, para el uso de las Iglesias Unidas de la Iglesia de Cristo y Santa Iglesia de Pedro en Philadelphia "(1763)," Un salmo de acción de gracias, Adaptado a la solemnidad de la Pascua: Para llevar a cabo el domingo, 30 de marzo de 1766 en la iglesia de Cristo, Philadelphia "(1766), y" Los Salmos de David, con los Diez Mandamientos, el Credo, la Oración del Señor, & c. en Metro "(1767). En la década de 1780, Hopkinson modificada una armónica de cristal para ser jugado con un teclado e inventó el Bellarmonic , un instrumento que utiliza los tonos de bolas de metal. En 1788 publicó una colección de 8 canciones dedicadas a su amigo George Washington y su hija llamada "Siete Canciones para el clavicordio" y la voz.
En su alma mater, la Universidad de Pensilvania, uno de los edificios de la Universidad Casa Fisher-Hassenfeld lleva su nombre.